# Vật lý học và Chiến tranh giữa các vì sao
Loạt sử thi không gian Star Wars sử dụng nhiều khái niệm khoa học và công nghệ trong cốt truyện của nó. Thương hiệu đã giới thiệu nhiều khái niệm công nghệ mới, cả trong phim và trong vũ trụ mở rộng EU từ tiểu thuyết, truyện tranh và các phương tiện truyền thông khác. Vũ trụ của Star Wars được xây dựng dựa trên nền tảng của thể loại phim chính kịch, triết học, khoa học chính trị và ít hơn về mặt tri thức khoa học. Nhiều công nghệ xuất hiện trên màn ảnh được tạo ra hoặc mượn cho Star Wars và sử dụng chủ yếu như các thiết bị làm nền cho cốt truyện.
Do tính biểu tượng của chính thương hiệu, Star Wars trở thành một bàn đạp để giới thiệu nhiều khái niệm khoa học có thật. Hầu hết các công nghệ trong loạt phim chưa thể đạt được với nền khoa học hiện nay nhưng có thể coi là khả thi.

## Hệ sao đôi của hành tinh Tatooine

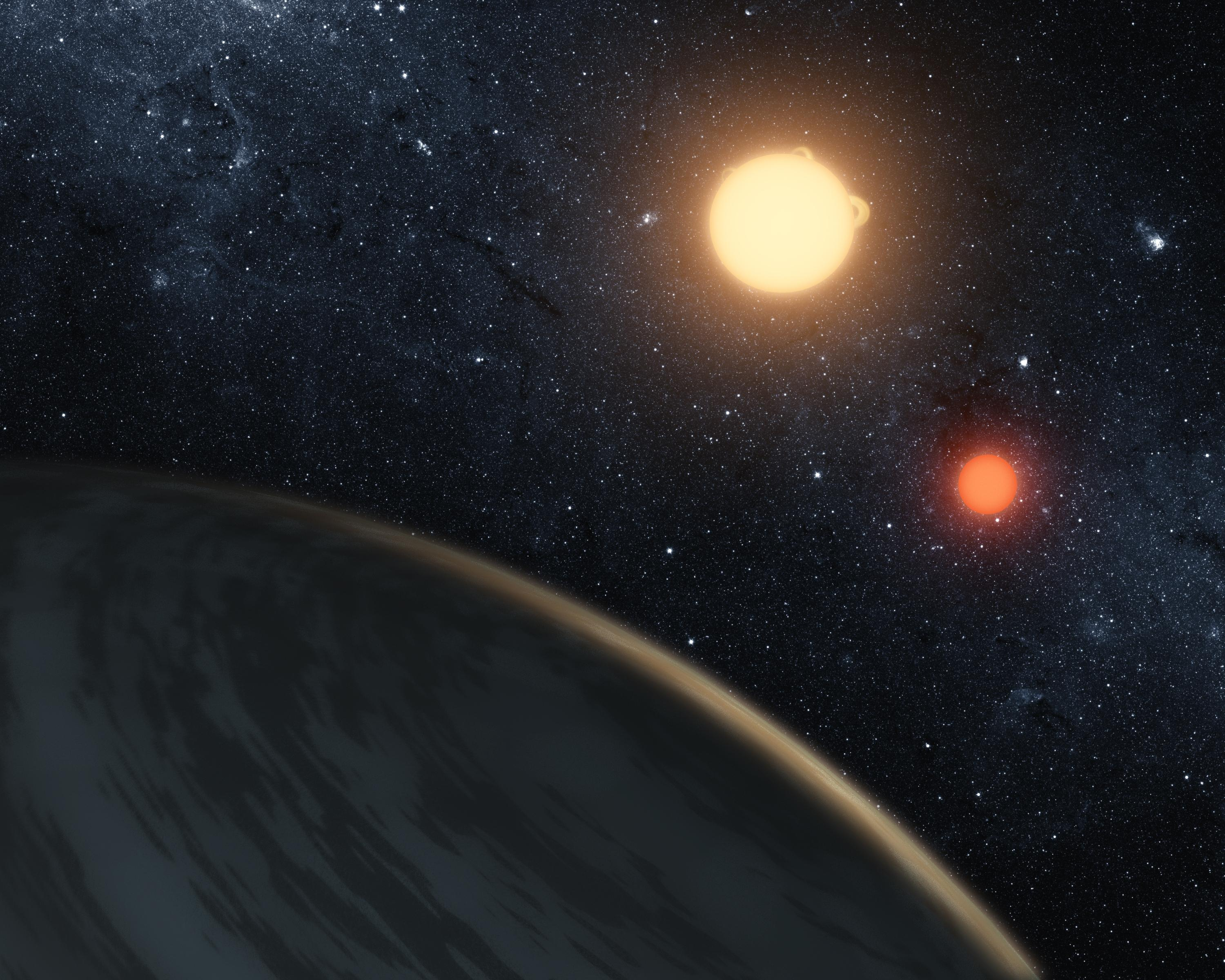
Tranh khái niệm của NASA miêu tả góc nhìn hai mặt trời của hành tinh Kepler-16b tử bề mặt của nó.

Trong quá khứ, các nhà khoa học nghĩ rằng các hành tinh sẽ không thể hình thành xung quanh các hệ sao đôi. Tuy nhiên, các mô phỏng gần đây chỉ ra rằng các hành tinh có khả năng hình thành xung quanh các hệ sao sao đôi như các hệ sao đơn bình thường.[1] Trong số 3457 Hành tinh ngoài hệ Mặt Trời hiện nay, 146 hành tinh có quỹ đạo thuộc hệ sao đôi (39 hành tinh quay quanh hệ có 3 sao trở lên). Cụ thể, chúng quay quanh những gì được gọi là hệ thống sao đôi "rộng", trong đó hai ngôi sao cách nhau khá xa. Tatooine có vẻ thuộc loại khác - một hệ sao đôi "gần", nơi các ngôi sao rất gần nhau, và các hành tinh quay quanh khối tâm của chúng.
Cặp sao được xác nhận bằng quan sát đầu tiên - Kepler-16b - là một hệ sao gần. Mô phỏng của các nhà nghiên cứu hành tinh ngoài hệ mặt trời chỉ ra rằng các hành tinh hình thành thường xuyên xung quanh các hệ sao đôi gần, tuy vậy các hiệu ứng hấp dẫn từ hệ sao đôi có xu hướng khiến chúng khó tìm thấy hơn với cách tìm hành tinh theo kiểu Doppler và các phương pháp chuyển tiếp hành tinh.[1] Trong các nghiên cứu tìm kiếm các đĩa bụi - nơi có thể hình thành hành tinh - quanh sao đôi, các đĩa này được tìm thấy trong các sao đôi rộng hoặc hẹp hoặc những ngôi sao có khoảng cách hơn 50 hoặc ít hơn 3 AU. Sao đôi trung gian, những ngôi sao có khoảng cách giữa 3 và 50 AU, không có đĩa bụi.[2] Vào năm 2011, The Guardian đã báo cáo rằng tàu không gian của NASA, Kepler đã phát hiện ra một hành tinh, tên là Kepler-16b, với mặt trời đôi như trong các bộ phim của Star Wars.

## Tia bắn từ súng blaster
Star Wars sử dụng nhiều vũ khí blaster và ion, do các tia laser, plasma hoặc các hạt năng lượng dựa trên ánh sáng. Nhân vật trong phim có thể trốn thoát, hoặc thậm chí né tránh những tia này, và các tia blaster có thể được nhìn thấy bay với tốc độ vừa phải chứ không quá nhanh. Né tránh một tia laser là gần như không thể, vì nó sẽ di chuyển với vận tốc ánh sáng.[5] Do đó, tia blaster sẽ chỉ xuất hiện như một tia sáng nhỏ, và trúng mục tiêu của nó. Đôi khi trong phim, các nhân vật gọi các tia này là "tia laser", mặc dù chúng không di chuyển với tốc độ ánh sáng, vẫn được tạo ra từ năng lượng ánh sáng cường độ cao.
Tuy nhiên, nhiều nguồn canon của Star Wars chính thức cho rằng công nghệ Blaster khác với công nghệ laser thực. Theo canon, chúng là một dạng của chùm hạt.[6] Điều này có thể công nhận được do các bức tường "bịt kín bằng từ tính" làm lệch hướng chúng.[7]

## Rung động trong chân không
Star Wars được biết đến nhiều nhất với các trận đánh trong không gian bằng tàu bay. Tiếng súng, động cơ và nổ có thể được nghe thấy. Nhưng do trong không gian không có các phân tử khí để truyền sóng âm, khán giả thực chất phải không nghe thấy các tiếng động đó.
==